# Шаммурамат
Шаммурамат — царица Ассирии приблизительно в 811—805 годах до н. э. Жена Шамши-Адада V и мать Адад-нирари III.
В малолетство Адад-нирари III была регентом. Шаммурамат была вавилонянкой и под её влиянием в Ассирии был введён культ бога Набу. Статуи этого бога были найдены в Кальху с надписью, повелевавшей не признавать никакого другого бога. Это делалось, вероятно, для более тесного сплочения державы.
Шаммурамат вела войны главным образом против Мидии и Манны.
С 805 года до н. э. Адад-нирари III стал править самостоятельно. Однако и в дальнейшем Шаммурамат продолжала играть большую роль. Это видно из того, что она названа вместе с царём в надписях Белтарсиилимы, наместника Кальху и на статуях бога Набу.
В античную литературу Шаммурамат вошла под именем Семирамиды, с которой связывались «висячие сады» — одно из «семи чудес света», и которой приписывались чудесные похождения. В армянской исторической традиции и мифологии она известна под именем Шамирам.
Правила Шаммурамат 5 лет.